# ألان نيلسن (لاعب كرة قدم)
ألان نيلسن (بالدنماركية: Allan Nielsen)‏ هو لاعب كرة قدم دنماركي، ولد في 8 أبريل 1953. شارك مع منتخب الدنمارك لكرة القدم.